# Politikåret 1933

## Händelser

### Januari
- 30 januari – Adolf Hitler utses till Tysklands rikskansler av president Paul von Hindenburg

### Februari
- 27 februari – Riksdagshuset i Berlin sätts i brand

### Mars
- 3 mars - Johan Ludwig Mowinckel efterträder Jens Hundseid som Norges statsminister.[1]
- 4 mars – Franklin D. Roosevelt tillträder som USA:s president.[2]

### April
- 5 april – Fasta mellanfolkliga domstolen ger Danmark och inte Norge rätten till östra Grönland.[3]

### Maj
- 10 maj – Nazisterna tänder ett bokbål utanför operan i Berlin, där böcker av Heinrich Mann, Erich Maria Remarque, Karl Marx, Heinrich Heine, Ernst Bloch och Sigmund Freud bränns.
- 17 maj – Vidkun Quisling och Johan Bernhard Hjort bildar Nasjonal Samling, Norges nazistparti.

### Juli
- 7 juli - Sveriges socialminister Gustav Möller tillsätter en utredning om  hembiträdenas situation i Sverige, som är så gott helt oreglerad. Det finns 1933 cirka 50 000 hembiträden i Sverige, lantbruket undantaget. Hanna Grönvall är sakkunnig.
- 14 juli – Samtliga partier med undantag av Nationalsocialistiska tyska arbetarepartiet (NSDAP) förbjuds i Tyskland.

## Val och folkomröstningar
- 1–3 juli – Riksdagsval i Finland.
- 16 juli – Alltingsval på Island.
- 16 oktober – Stortingsval i Norge.

## Organisationshändelser
- 13 maj – Nasjonal Samling bildas i Norge.
- 4 september – Kristelig Folkeparti bildas i Norge.

## Födda
- 25 januari – Corazon Aquino, Filippinernas president 1986–1992.
- 22 mars – Abolhassan Banisadr, Irans president 1980–1981.
- 15 juni – Mohammad Ali Rajai, Irans president 2–30 augusti 1981.
- 2 september – Mathieu Kérékou, Benins president 1972–1991 och 1996–2006.
- 12 november – Jalal Talabani, Iraks president 2005–2014.

## Avlidna
- 5 januari – Calvin Coolidge, USA:s president 1921–1929.

### Fotnoter
1. ↑  ”Norway” (på engelska). World Statesmen. http://www.worldstatesmen.org/Norway.htm. Läst 2 augusti 2015.
2. ↑  ”United States” (på engelska). World Statesmen. http://www.worldstatesmen.org/United_States.html. Läst 24 september 2012.
3. ↑  ”Greenland” (på engelska). World Statesmen. http://www.worldstatesmen.org/Greenland.html. Läst 23 november 2012.